# Тентексор
Тентексор, Тинтек — пересыхающее озеро в районе Беимбета Майлина (бывший Тарановский район) Костанайской области Казахстана. Находится в 6 км к северо-востоку от посёлка Жамбасколь.
По данным топографической съёмки 1959 года, площадь поверхности озера составляет 16,49 км². Наибольшая длина озера — 5,8 км, наибольшая ширина — 4,3 км. Длина береговой линии составляет 18,8 км, развитие береговой линии — 1,3. Озеро расположено на высоте 187,7 м над уровнем моря.
По данным обследования экспедицией ГГИ от 22 июля 1956 года, площадь поверхности озера составляет 11,8 км². Максимальная глубина — 0,2 м, объём водной массы — 0,7 млн м³, общая площадь водосбора — 142 км².